# Jozef Tomko
Jozef kardinál Tomko (11. března 1924, Udavské – 8. srpna 2022 Řím) byl slovenský katolický duchovní a náboženský spisovatel, prefekt Kongregace pro evangelizaci národů (1985–2001) a předseda Papežské rady pro Mezinárodní eucharistický kongres (2001–2007).
Po smrti francouzského kardinála Alberta Vanhoye 29. července 2021 se stal nejstarším žijícím členem kolegia kardinálů.

## Založení Slovenského ústavu
Jozef Tomko byl jedním z hlavních signatářů iniciativy pro vybudování Slovenského ústavu sv. Cyrila a Metoděje o Vánocích roku 1959. Vznik ústavu byl schválen dekretem Eugena kardinála Tisseranta ze dne 8. ledna 1961. Díky velkému úsilí Jozefa Tomka až do roku 1963 se podařilo ústav, který byl uznán za italskou právnickou osobu, postavit na pevné základy. Ústav se nachází na katastrálním území města Říma. Od té doby proslul nejen vzděláváním budoucích kněží především slovenského původu, ale také svou ediční činností, především vydáváním slovenské katolické literatury v době komunistické totality. Od roku 1997 sídlí ve zdech Slovenského ústavu také Papežská slovenská kolej sv. Cyrila a Metoděje v Římě, která je zaměřená především na vzdělávání kněží.

## Kardinál
V konzistoři 25. května 1985 jmenoval papež Jan Pavel II. Josefa Tomka kardinálem. Zároveň mu byla svěřena funkce prefekta důležité Kongregace pro evangelizaci národů. Tomko se tím stal tzv. kurijním kardinálem. Až do roku 1996 byl kardinálem-jáhnem diakonie Gesù Buon Pastore alla Montagnola. Roku 1996 optoval pro baziliku Santa Sabina jako jemu přidělený kostel a přešel do stavu kardinála-kněze.

## Dílo
- Svetlo národov (Řím, 1972)
- Blaženstvá (Řím, 1973)
- Kresťan a svet (Řím, 1974)
- Otázky dneška (Řím, 1976)
- Význam sv. Cyrila a Metoda v slovenskom katolicizme a v slovenských dejinách (Řím, 1984), vyšla i anglicky.
- Il Sinodo dei Vescovi – Synoda biskupov: podstata, metóda a perspektívy (Řím, 1985).
- La Missione verso il Terzo millennio (Řím – Bologna, 1998) – vyšla i slovensky
  - Misie do tretieho tisícročia (Bratislava, 2000).
- Na misijných cestách (Řím 1989 – Trnava, 1991)
- Budovať Cirkev (SSV, Trnava, 1994)
- Odkaz slovenskému národu a spoločenstvám (Bratislava, 1991)
- Zriadenie Spišskej, Banskobystrickej a Rožňavskej diecézy a kráľovské patronátne právo v Uhorsku (Spišská Kapitula – Spišské Podhradie 1994).
- Na misijných cestách II. (SSV, Trnava, 2003)
- So srdcom na Slovensku (SSV, Trnava 2006)